# 7538 Дзембей
7538 Дзембей (7538 Zenbei) — астероїд головного поясу, відкритий 15 листопада 1996 року.
Тіссеранів параметр щодо Юпітера — 3,525.
Названо на честь Дзембей (яп. ぜんべい(善兵衛)).